# Voetbal op de Olympische Zomerspelen 2000
Voetbal is een van de sporten die beoefend werden tijdens de Olympische Zomerspelen 2000 in Sydney.

## Mannen

### Teams
Teams uit Europa konden zich kwalificeren via het Europees kampioenschap voetbal onder 21 - 2000 in Slowakije.
Groep A: Australië, Honduras, Italië, Nigeria

Groep B: Chili, Marokko, Spanje, Zuid-Korea

Groep C: Kameroen, Koeweit, Tsjechië, Verenigde Staten

Groep D: Brazilië, Japan, Slowakije, Zuid-Afrika

### Scheidsrechters
Afrika
- Mourad Daami
- Falla N'Doye
- Felix Tangawarima

Azië
- Jun Lu
- Saad Mane

Noord- en Midden-Amerika
- Peter Prendergast
- Felipe Ramos

Zuid-Amerika
- Mario Sánchez
- Carlos Simon

Europa
- Stéphane Bré
- Herbert Fandel
- Ľuboš Micheľ

Oceanië
- Simon Micallef
- Bruce Grimshaw

### Groepsfase

#### Groep A
| datum        | tijd  | land      |       | land     |
| ------------ | ----- | --------- | ----- | -------- |
| 13 september | 18:30 | Nigeria   | 3 – 3 | Honduras |
| 13 september | 20:00 | Australië | 0 – 1 | Italië   |
| 16 september | 18:30 | Italië    | 3 – 1 | Honduras |
| 16 september | 20:00 | Australië | 2 – 3 | Nigeria  |
| 19 september | 18:30 | Italië    | 1 – 1 | Nigeria  |
| 19 september | 20:00 | Australië | 1 – 2 | Honduras |

| Rang | Land      | Wed | W | G | V | DV | DT |    | Ptn |
| ---- | --------- | --- | - | - | - | -- | -- | -- | --- |
| 1    | Italië    | 3   | 2 | 1 | 0 | 5  | 2  | 3  | 7   |
| 2    | Nigeria   | 3   | 1 | 2 | 0 | 7  | 6  | 1  | 5   |
| 3    | Honduras  | 3   | 1 | 1 | 1 | 6  | 7  | −1 | 4   |
| 4    | Australië | 3   | 0 | 0 | 3 | 3  | 6  | −3 | 0   |

#### Groep B
| datum        | tijd  | land       |       | land    |
| ------------ | ----- | ---------- | ----- | ------- |
| 14 september | 18:30 | Zuid-Korea | 0 – 3 | Spanje  |
| 14 september | 20:00 | Marokko    | 1 – 4 | Chili   |
| 17 september | 18:30 | Zuid-Korea | 1 – 0 | Marokko |
| 17 september | 20:00 | Spanje     | 1 – 3 | Chili   |
| 20 september | 18:30 | Zuid-Korea | 1 – 0 | Chili   |
| 20 september | 20:00 | Spanje     | 2 – 0 | Marokko |

| Rang | Land       | Wed | W | G | V | DV | DT |    | Ptn |
| ---- | ---------- | --- | - | - | - | -- | -- | -- | --- |
| 1    | Chili      | 3   | 2 | 0 | 1 | 7  | 3  | 4  | 6   |
| 2    | Spanje     | 3   | 2 | 0 | 1 | 6  | 3  | 3  | 6   |
| 3    | Zuid-Korea | 3   | 2 | 0 | 1 | 2  | 3  | −1 | 6   |
| 4    | Marokko    | 3   | 0 | 0 | 3 | 1  | 7  | −6 | 0   |

#### Groep C
| datum        | tijd  | land             |       | land     |
| ------------ | ----- | ---------------- | ----- | -------- |
| 13 september | 19:00 | Kameroen         | 3 – 2 | Koeweit  |
| 13 september | 20:00 | Verenigde Staten | 2 – 2 | Tsjechië |
| 16 september | 19:00 | Tsjechië         | 2 – 3 | Koeweit  |
| 16 september | 20:00 | Verenigde Staten | 1 – 1 | Kameroen |
| 19 september | 19:00 | Tsjechië         | 1 – 1 | Kameroen |
| 19 september | 20:00 | Verenigde Staten | 3 – 1 | Koeweit  |

| Rang | Land             | Wed | W | G | V | DV | DT |    | Ptn |
| ---- | ---------------- | --- | - | - | - | -- | -- | -- | --- |
| 1    | Verenigde Staten | 3   | 1 | 2 | 0 | 6  | 4  | 2  | 5   |
| 2    | Kameroen         | 3   | 1 | 2 | 0 | 5  | 4  | 1  | 5   |
| 3    | Koeweit          | 3   | 1 | 0 | 2 | 6  | 8  | −2 | 3   |
| 4    | Tsjechië         | 3   | 0 | 2 | 1 | 5  | 6  | −1 | 2   |

#### Groep D
| datum        | tijd  | land        |       | land        |
| ------------ | ----- | ----------- | ----- | ----------- |
| 14 september | 19:00 | Brazilië    | 3 – 1 | Slowakije   |
| 14 september | 20:00 | Zuid-Afrika | 1 – 2 | Japan       |
| 17 september | 19:00 | Brazilië    | 1 – 3 | Zuid-Afrika |
| 17 september | 20:00 | Slowakije   | 1 – 2 | Japan       |
| 20 september | 19:00 | Brazilië    | 1 – 0 | Japan       |
| 20 september | 20:00 | Slowakije   | 2 – 1 | Zuid-Afrika |

| Rang | Land        | Wed | W | G | V | DV | DT |    | Ptn |
| ---- | ----------- | --- | - | - | - | -- | -- | -- | --- |
| 1    | Brazilië    | 3   | 2 | 0 | 1 | 5  | 4  | 1  | 6   |
| 2    | Japan       | 3   | 2 | 0 | 1 | 4  | 3  | 1  | 6   |
| 3    | Zuid-Afrika | 3   | 1 | 0 | 2 | 5  | 5  | 0  | 3   |
| 4    | Slowakije   | 3   | 1 | 0 | 2 | 4  | 6  | −2 | 3   |

### Kwartfinales
| datum        | tijd  | land             |                       | land     |
| ------------ | ----- | ---------------- | --------------------- | -------- |
| 23 september | 20:00 | Italië           | 0 – 1                 | Spanje   |
| 23 september | 20:00 | Chili            | 4 – 1                 | Nigeria  |
| 23 september | 18:30 | Verenigde Staten | 2 – 2 (n.v.) 5-4 pen. | Japan    |
| 23 september | 19:00 | Brazilië         | 1 – 2 (n.v.)          | Kameroen |

### Halve finales
| datum        | tijd  | land   |       | land             |
| ------------ | ----- | ------ | ----- | ---------------- |
| 26 september | 20:00 | Spanje | 3 – 1 | Verenigde Staten |
| 26 september | 20:00 | Chili  | 1 – 2 | Kameroen         |

### Bronzen finale
| datum        | tijd  | land             |       | land  |
| ------------ | ----- | ---------------- | ----- | ----- |
| 29 september | 20:00 | Verenigde Staten | 0 – 2 | Chili |

De 33-jarige Iván Zamorano droeg bij de Chileense selectie de aanvoerdersband. De ervaren international, die er twee jaar eerder ook bij was op het WK in Frankrijk, loodste zijn land naar de bronzen medaille. De wedstrijd tegen de Verenigde Staten bleef gesloten tot Chili na 69 minuten een strafschop kreeg. Invaller Sebastián González werd diep gestuurd en haalde de achterlijn, waar hij werd neergehaald door een te wild inkomende Danny Califf. Zamorano twijfelde niet en stuurde de Amerikaanse doelman Brad Friedel de verkeerde kant uit. Zo'n tien minuten later sloeg de ervaren spits nogmaals toe. Hij liep zich vrij in het strafschopgebied en trapte het leer zonder aarzelen hard binnen. Chili veroverde zo haar eerste olympische medaille in het voetbal.
|                                |                     |         |                  |                                                                                           |
| 29 september 2000 20:00 UTC+10 | Chili               | 2 – 0   | Verenigde Staten | Stadium Australia, Sydney Toeschouwers: 26.381 Scheidsrechter: Simon Micallef (Australië) |
| 29 september 2000 20:00 UTC+10 | Zamorano 69' (pen.) | Verslag |                  | Stadium Australia, Sydney Toeschouwers: 26.381 Scheidsrechter: Simon Micallef (Australië) |

| Chili | Verenigde Staten |

| Chili:         |    |                    |         |
|                |    |                    |         |
| GK             | 1  | Nelson Tapia       |         |
| RB             | 2  | Cristián Álvarez   |         |
| CB             | 5  | Pablo Contreras    |         |
| CB             | 6  | Pedro Reyes        |         |
| LB             | 16 | Rafael Olarra      |         |
| RM             | 3  | Claudio Maldonado  | 39'     |
| CM             | 8  | David Pizarro      |         |
| CM             | 17 | Patricio Ormazábal | 32' 36' |
| LM             | 14 | Rodrigo Tello      | 86'     |
| CF             | 9  | Iván Zamorano      |         |
| CF             | 11 | Reinaldo Navia     | 61'     |
| Wisselspelers: |    |                    |         |
| MF             | 13 | Rodrigo Núñez      | 36'     |
| FW             | 7  | Sebastián González | 61' 63' |
| MF             | 19 | Mauricio Rojas     | 86'     |
| Coach:         |    |                    |         |
| Nelson Acosta  |    |                    |         |

| Verenigde Staten: |    |                 |     |
|                   |    |                 |     |
| GK                | 1  | Brad Friedel    |     |
| RB                | 6  | Frank Hejduk    | 77' |
| CB                | 8  | Danny Califf    | 82' |
| CB                | 2  | Brian Dunseth   |     |
| LB                | 4  | Jeff Agoos      |     |
| RM                | 11 | Chris Albright  |     |
| CM                | 10 | Peter Vagenas   |     |
| CM                | 5  | John O'Brien    | 51' |
| LM                | 9  | Ben Olsen       | 61' |
| CF                | 16 | Josh Wolff      | 36' |
| CF                | 17 | Conor Casey     | 71' |
| Wisselspelers:    |    |                 |     |
| MF                | 14 | Sasha Victorine | 61' |
| FW                | 13 | Landon Donovan  | 82' |
| Coach:            |    |                 |     |
| Clive Charles     |    |                 |     |

### Finale
| datum        | tijd  | land   |                       | land     |
| ------------ | ----- | ------ | --------------------- | -------- |
| 30 september | 12:00 | Spanje | 2 – 2 (n.v.) 3-5 pen. | Kameroen |

In de grote finale nam Kameroen het op tegen Spanje. Met spelers als Samuel Eto'o, Xavi, Carles Puyol, Gabri en Geremi stonden er langs beide kanten heel wat (toekomstige) topspelers op het veld. Toch was het Spanje dat de finale meteen naar zich toe trok. Al in de tweede minuut trapte Xavi een vrije trap beheerst binnen. Hij krulde de bal over de Kameroense muur heen in de verste hoek. Twee minuten later werd spits José Mari in de diepte gestuurd. Aan de rand van het strafschopgebied werd hij aangetikt door Aaron Nguimbat. Miguel Ángel Angulo zette de daaropvolgende strafschop niet om. Hij plaatste de bal te zacht in de linkerbenedenhoek, waar doelman Idriss Kameni het leer zonder moeite kon klemmen. Spanje kwam echter nog voor de rust op 2-0. Gabri brak door de buitenspelval van Kameroen en de middenvelder van FC Barcelona plaatste de bal naast Kameni in doel.
De wedstrijd leek gespeeld, maar Kameroen sloeg net na de rust meteen terug. Een schot van Serge Branco werd net onder de lat weggetikt door doelman Daniel Aranzubia. Enkele minuten later hadden de Kameroeners meer geluk. Patrick Mboma werd de diepte ingestuurd. Hij week uit naar rechts en probeerde de bal voor te brengen. Via de onfortuinlijke verdediger Iván Amaya verdween de bal echter in doel: 1-2. Vijf minuten later was de score weer in evenwicht. Mboma bereikte de snelle Eto'o met een knappe dieptepass. De spits aarzelde niet en tikte het leer voorbij Aranzubia in doel. Nadien maakte Spanje het vooral zichzelf moeilijk. Gabri werd na 70 minuten uitgesloten na een stevige tackle op het middenveld en in het slot liep José Mari tegen zijn tweede gele kaart aan na een schwalbe. Doelpunten vielen er echter niet meer en dus brachten strafschoppen de beslissing. Kameroen miste geen enkele keer, maar de Spanjaard Amaya deed dat wel. Hij werd zo met een eigen doelpunt en een gemiste strafschop de antiheld van de grote finale.
|                                |                                |              |                              |                                                                                       |
| 30 september 2000 20:00 UTC+10 | Kameroen                       | 2 – 2 (n.v.) | Spanje                       | Stadium Australia, Sydney Toeschouwers: 104.098 Scheidsrechter: Felipe Ramos (Mexico) |
| 30 september 2000 20:00 UTC+10 | Amaya 53' (e.d.) Eto'o 58'     | Verslag      | 2' Xavi 45' Gabri            | Stadium Australia, Sydney Toeschouwers: 104.098 Scheidsrechter: Felipe Ramos (Mexico) |
| 30 september 2000 20:00 UTC+10 | Strafschoppen                  |              |                              | Stadium Australia, Sydney Toeschouwers: 104.098 Scheidsrechter: Felipe Ramos (Mexico) |
| 30 september 2000 20:00 UTC+10 | Mboma Eto'o Geremi Lauren Womé | 5 - 3        | Xavi Capdevila Amaya Albelda | Stadium Australia, Sydney Toeschouwers: 104.098 Scheidsrechter: Felipe Ramos (Mexico) |

| Kameroen | Spanje |

| Kameroen:       |    |                  |      |
|                 |    |                  |      |
| GK              | 18 | Idriss Kameni    |      |
| RB              | 13 | Aaron Nguimbat   | 46'  |
| CB              | 4  | Serge Mimpo      |      |
| CB              | 5  | Patrice Abanda   | 25'  |
| LB              | 17 | Serge Branco     | 91'  |
| RM              | 8  | Geremi           |      |
| CM              | 12 | Lauren           |      |
| CM              | 7  | Nicolas Alnoudji | 111' |
| LM              | 3  | Pierre Womé      |      |
| CF              | 9  | Samuel Eto'o     |      |
| CF              | 10 | Patrick Mboma    |      |
| Wisselspelers:  |    |                  |      |
| MF              | 11 | Daniel Ngom Komé | 46'  |
| MF              | 15 | Joël Epallé      | 91'  |
| FW              | 2  | Albert Meyong    | 111' |
| Coach:          |    |                  |      |
| Jean-Paul Akono |    |                  |      |

| Spanje:        |    |                     |         |
|                |    |                     |         |
| GK             | 1  | Daniel Aranzubia    | 106'    |
| RB             | 2  | Jesús María Lacruz  |         |
| CB             | 14 | Iván Amaya          |         |
| CB             | 4  | Carlos Marchena     |         |
| LB             | 12 | Carles Puyol        |         |
| RM             | 16 | Toni Velamazán      | 27'     |
| CM             | 6  | David Albelda       | 19'     |
| CM             | 8  | Xavi Hernández      |         |
| LM             | 7  | Miguel Ángel Angulo | 74'     |
| CF             | 17 | Raul Tamudo         | 49'     |
| CF             | 9  | José Mari           | 55' 91' |
| Wisselspelers: |    |                     |         |
| MF             | 10 | Gabri               | 27' 70' |
| DF             | 11 | Jordi Ferrón        | 49'     |
| DF             | 3  | Joan Capdevila      | 74'     |
| Coach:         |    |                     |         |
| Iñaki Sáez     |    |                     |         |

### Eindrangschikking
| Goud | Zilver | Brons |
| Kameroen Samuel Eto'o Serge Mimpo Clement Beaud Aaron Nguimbat Joel Epalle Modeste M'bami Patrice Abanda Nicolas Alnoudji Daniel Bekono Serge Branco Lauren Carlos Kameni Patrick Mboma Albert Meyong Daniel Ngom Komé Geremi Patrick Suffo Pierre Wome | Spanje David Albelda Iván Amaya Miguel Ángel Angulo Daniel Aranzubia Joan Capdevila Jordi Ferron Gabriel García Xavier Hernández Jesus María Lacruz Albert Luque Carlos Marchena Felipe Ortiz Carles Puyol José María Romero Ismael Ruiz Raúl Tamudo Antonio Velamazán Unai Vergara | Chili Pedro Reyes Nelson Tapia Iván Zamorano Javier di Gregorio Cristian Álvarez Francisco Arrue Pablo Contreras Sebastián González David Henríquez Manuel Ibarra Claudio Maldonado Reinaldo Navia Rodrigo Núñez Rafael Olarra Patricio Ormazábal David Pizarro Rodrigo Tello Mauricio Rojas |

## Vrouwen

### Teams
Groep E: Australië, Brazilië, Duitsland en Zweden

Groep F: China, Nigeria, Noorwegen en Verenigde Staten

### Groepsfase

#### Groep E
| datum        | tijd  | land      |       | land      |
| ------------ | ----- | --------- | ----- | --------- |
| 13 september | 17:00 | Australië | 0 – 3 | Duitsland |
| 13 september | 17:00 | Zweden    | 0 – 2 | Brazilië  |
| 16 september | 17:30 | Australië | 1 – 1 | Zweden    |
| 16 september | 17:30 | Duitsland | 2 – 1 | Brazilië  |
| 19 september | 17:30 | Australië | 1 – 2 | Brazilië  |
| 19 september | 17:30 | Duitsland | 1 – 0 | Zweden    |

| Rang | Land      | Wed | W | G | V | DV | DT |    | Ptn |
| ---- | --------- | --- | - | - | - | -- | -- | -- | --- |
| 1    | Duitsland | 3   | 3 | 0 | 0 | 6  | 1  | 5  | 9   |
| 2    | Brazilië  | 3   | 2 | 0 | 1 | 5  | 3  | 2  | 6   |
| 3    | Zweden    | 3   | 0 | 1 | 2 | 1  | 4  | −3 | 1   |
| 4    | Australië | 3   | 0 | 1 | 2 | 2  | 6  | −4 | 1   |

#### Groep F
| datum        | tijd  | land             |       | land      |
| ------------ | ----- | ---------------- | ----- | --------- |
| 14 september | 17:30 | Verenigde Staten | 2 – 0 | Noorwegen |
| 14 september | 17:30 | China            | 3 – 1 | Nigeria   |
| 17 september | 17:30 | Verenigde Staten | 1 – 1 | China     |
| 17 september | 17:30 | Noorwegen        | 3 – 1 | Nigeria   |
| 20 september | 17:30 | Verenigde Staten | 3 – 1 | Nigeria   |
| 20 september | 17:30 | Noorwegen        | 2 – 1 | China     |

| Rang | Land             | Wed | W | G | V | DV | DT |    | Ptn |
| ---- | ---------------- | --- | - | - | - | -- | -- | -- | --- |
| 1    | Verenigde Staten | 3   | 2 | 1 | 0 | 6  | 2  | 4  | 7   |
| 2    | Noorwegen        | 3   | 2 | 0 | 1 | 5  | 4  | 1  | 6   |
| 3    | China            | 3   | 1 | 1 | 1 | 5  | 4  | 1  | 4   |
| 4    | Nigeria          | 3   | 0 | 0 | 3 | 3  | 9  | −6 | 0   |

### Halve finales
| datum        | tijd  | land             |       | land      |
| ------------ | ----- | ---------------- | ----- | --------- |
| 24 september | 17:30 | Duitsland        | 0 – 1 | Noorwegen |
| 24 september | 17:30 | Verenigde Staten | 1 – 0 | Brazilië  |

### Bronzen finale
| datum        | tijd  | land      |       | land     |
| ------------ | ----- | --------- | ----- | -------- |
| 28 september | 17:00 | Duitsland | 2 – 0 | Brazilië |

### Finale
| datum        | tijd  | land      |              | land             |
| ------------ | ----- | --------- | ------------ | ---------------- |
| 28 september | 20:00 | Noorwegen | 3 – 2 (n.v.) | Verenigde Staten |

### Eindrangschikking
| Goud | Zilver | Brons |
| Noorwegen Kristin Bekkevold Christine Bøe Jensen Gro Espeseth Ragnhild Gulbrandsen Solveig Gulbrandsen Margunn Haugenes Silje Jørgensen Monica Knudsen Gøril Kringen Unni Lehn Dagny Mellgren Bente Nordby Marianne Pettersen Anita Rapp Hege Riise Brit Sandaune Anne Tønnessen | Verenigde Staten Brandi Chastain Christie Pearce-Rampone Cindy Parlow Joy Fawcett Julie Foudy Kate Sobrero-Markgraf Kristine Lilly Lorrie Fair Mia Hamm Nikki Serlenga Shannon MacMillan Siri Mullinix Tiffeny Milbrett | Duitsland Nicole Brandebusemeyer Ariane Hingst Bettina Wiegmann Birgit Prinz Claudia Müller Doris Fitschen Inka Grings Jeanette Götte Kerstin Stegemann Maren Meinert Melanie Hoffmann Renate Lingor Sandra Minnert Silke Rottenberg Stefanie Gottschlich Steffi Jones Tina Wunderlich |